# Ørland
Ørland é uma comuna da Noruega, com 70 km² de área e 5 169 habitantes (censo de 2004).         